# Winter's end (The Cats)
Winter's end is een lied van The Cats dat werd geschreven door Piet Veerman en John Möring. Er verschenen meerdere versies van het nummer.
In 1971 kwam er een Engelstalige versie te staan op het album Cats aglow, het eerste album waarop elk nummer geheel of gedeeltelijk werd geschreven door een Cat. Deze versie verscheen op verschillende verzamelalbums, zoals Vaya con Dios (1972), Trying to explain - Cats only (2011) en Complete (2014).
In 1972 verscheen het nummer vertaald als Unendlich schön ist die Liebe op hun Duitse elpee Katzen-spiele. Deze versie kwam later nog op de albums Deutsche Originalaufnahmen (1976) en Starportrait (1992) te staan.
Het is een relatief lang nummer waarin veel plaats is voor gitaarspel, in combinatie met geluidseffecten van bijvoorbeeld wind en voetstappen. Het lied speelt zich af aan het eind van de winter. Langzaam dienen zich de eerste voortekenen van de lente zich aan en staat de zomer voor de deur.
Het nummer is een klassieker gebleken. In 2013 kwam het in de Volendammer Top 1000 terecht, een eenmalige all-timelijst die in 2013 door luisteraars van 17 Noord-Hollandse radio- en tv-stations werd samengesteld.